# Rosemary
Rosemary är en ort i Kanada.   Den ligger i provinsen Alberta, i den centrala delen av landet, 2 700 km väster om huvudstaden Ottawa. Rosemary ligger 738 meter över havet och antalet invånare är 342.
Terrängen runt Rosemary är platt. Trakten runt Rosemary är nära nog obefolkad, med mindre än två invånare per kvadratkilometer.. Närmaste större samhälle är Duchess, 12,9 km öster om Rosemary.
Trakten runt Rosemary består till största delen av jordbruksmark.